# 曾田陵介
曾田陵介（日语：／ Sota Ryousuke，1997年10月24日—），日本演員、模特兒，出生於島根縣松江市，ArowZ Entertainment事務所旗下藝人。他在廣島工業大學就讀大二時曾參加學校選秀比賽，之後開始在TikTok上傳短影片而引起關注，並出演戀愛實境秀〈別被月亮與狼醬所欺騙〉，其Instagram追蹤人數增加到18萬人。2020年3月大學畢業後，開始在神奈川電視台資訊節目《貓額Wide》擔任固定嘉賓。2022年4月由BL漫畫改編的《只能親吻不幸同學了！》是他首次主演的電視劇。

## 軼事
- 興趣是滑板跟撞球、特技是足球跟魔術方塊。[6]
- 因為景仰演員小栗旬而決定踏上演員之路。[7]
- 慣用手是左手。
- 有一個姐姐，養了兩隻母貓叫「紅豆」跟「黃豆」。[8]

## 出演作品

### 電視劇
- 夏洛克：未敘之章 第10話（2019年12月9日、富士電視台） - 飾 高中生 [9]
- 親愛的妮娜（2020年7月18日 - 9月5日、フジテレビ） - 飾 佐藤直樹
- 大叔喜歡可愛小玩意 第2話・第3話（2020年8月20日・27日、讀賣電視台・日本電視台） - 飾 茂科莉央喜歡的偶像
- 堀與宮村 第1話・第2話・第5話 - 最終話（2021年2月17日・24日・3月17日 - 31日、MBS・TBS） - 飾 井浦秀[10]
- 她很漂亮 第1話・第7話・第8話（2021年7月6日・8月24日・31日、關西電視台・富士電視台） - 飾 森田[11]
- 跟拍到你家（2021年8月14日 - 9月25日、東京電視台） - 飾 山中[12]
- 時尚房子品評家時尚子!2（2021年10月9日 - 12月25日、東京電視台） - 飾 Bazu Rii [13]
- 甜蜜復仇 第12話（2021年11月15日、富士電視台） - 飾 Hayato[14]
- 駐在刑事 Season3 第3話（2022年1月28日、東京電視台） - 飾 城戸昌道[15]
- 和風喫茶鹿楓堂 第6話・最終話（2022年2月19日・3月19日、朝日電視台） - 飾 Ryuuji[16]
- 村井之戀（2022年4月6日 - 5月25日、TBS） - 飾 平井真理[17]
- 只能親吻不幸同學了！（2022年4月22日 - 6月10日、MBS） - 飾 主角 福原幸多（與佐藤友祐雙主演）[18]
- 警視廳・搜查一課長 Season6 第6話（2022年5月19日、朝日電視台） - 飾 片石耕哉
- 理想的男友 第1話（2022年6月1日、TBS） - 飾 平井真理[19]
- 出租女友 第7話（2022年9月4日、ABC・朝日電視台）- 飾 中野海
- 澤子～這是無盡的複仇～（2022年10月2日 - 12月4日、BS-TBS） - 飾 音川健介
- 如果能說100萬次就好了 第1話（2023年1月13日、TBS） - 飾 橋本健人
- unknown（2023年4月18日 - 6月13日、朝日電視台） - 飾 五十嵐大五郎
- around 1/4（2023年7月9日 - 9月24日、ABC） - 飾 宮下一真
- 跳槽的魔王大人 第4話（2023年8月7日、關西電視台・富士電視台）- 飾 綾野周介[20]
- 一兆＄遊戲 第5話 - 第7話（2023年8月11日 - 25日、TBS）- 飾 冰室
- 秀吉、在新創企業工作（2023年9月9日、東京電視台）- 飾 主角 前田蓮（與岩崎大昇雙主演）
- 閃爍的青春（WOWOW）- 飾 菊池冬馬
  - Season1（2023年9月22日 - 11月10日）[21]
  - Season2（2024年1月19日 - 2月23日）
- 我家律師很麻煩 第2話（2023年10月20日、富士電視台）- 飾 合田修吾
- Destiny（2024年4月9日 - 6月4日、朝日電視台）- 飾 加地卓也[22]
- 那些照亮城市风景的人（2024年4月27日 - 6月29日、日本電視台） - 飾 シュン[23]
- 微笑俄羅斯娃娃（2024年6月28日 - 9月6日、TBS）- 飾 青山直樹[24]
- 孤單死神的初戀（2024年10月1日 - 12月17日、關西電視台・富士電視台）- 飾 伊勢和真
- 民王R 第2話（2024年10月29日、朝日電視台）- 飾 木下直樹
- 總有一天、英雄（2025年4月6日 - 6月1日、ABC・朝日電視台）- 飾 交野瑠生
- 佔領放送局（2025年7月12日 - 、日本電視台）- 飾 天草樹

### 電影
- 《堀與宮村》劇場版（2021年2月5日、マイシアターD.D） - 飾 井浦秀[10]
- 《Grand Guignol》（2022年10月28日、ダブルフィールド） - アマガミ健斗 役
- 《千輝同學未免甜得過火》（2023年3月3日、松竹）- 飾 山田太郎
- 《交換謊言日記》（2023年7月7日、松竹） - 飾 米田晴人

### 廣告
- KOSÉ「FORTUNE」（2020年）[25]
- 廣島工業大學「Z的選擇」（2021年）[26]
- NHK 中國地方新進宣傳「#意外好用的NHK」（2022年3月3日 - ）[27]
- 資生堂「SEA BREEZE」（2022年3月24日 - ）[28]

### 綜藝節目
- 貓額Wide（2020年3月30日 - 2022年3月28日、神奈川電視台） [29]
- ゆなくまかよこちゃん（2020年4月14日、名古屋電視台） [30]
- 有點心機又如何？（2020年7月25日・2021年3月13日・7月10日、朝日電視台）
- よるのブランチ 東京韓流約會（2021年6月16日、TBS）
- ゼロイチ（2021年7月3日 - 8月28日、日本テレビ） - 期間限定固定嘉賓

### 網路劇
- 親愛的妮娜（2020年5月18日 - 7月6日、FOD） - 飾 佐藤直樹[31][32]
- オンラインシネマ「Go!Con!」（2020年5月22日、AbemaTV） - 飾 Kenta[33]
- 「我男友」的秘密〜這份戀愛可以課金嗎？〜（2020年10月、peep） - 飾 瀨戶湊[34][35]
- 酒癖50 第1話（2021年7月15日、AbemaTV） - 飾 春日[36]
- 甜蜜復仇 第12話（2021年10月5日、富士電視台網路） - 飾 Hayato[37]
- イケMEN!〜只有3分的心動男友〜 第5話（2021年12月9日、Spotify） - 飾 大型犬系男友 Haru[38]
- 日本沉沒-希望之人-（2021年、Paravi） - 飾 看護師[39]
- 人生投資指導林田唯（2022年1月5日 - 13日、YouTube） - 飾 朝倉寛太[40]

### 網路綜藝節目
- 廣島原宿化計劃（2019年2月17日 - 11月10日、廣島HOME電視台）[41]
- 別被月亮與狼醬所欺騙（2020年1月5日 - 3月29日、AbemaTV）[42]
- 超十代頻道（2020年3月30日 - 、YouTube）
- 主角的椅子是我的椅子（2020年9月16日 - 12月23日、AbemaTV）[43]

### 舞台劇
- 胸キュン注意報（2019年8月2日、ひと・まちプラザ 北棟6階 マルチメディアスタジオ） - 飾 客人[44]
- 青空highlight〜from 主角的椅子是我的椅子（2021年2月11日 - 21日、Mixalive TOKYO Theater Mixa） - 飾 雨音
- 飆速宅男（2021年3月19日 - 21日、大阪・サンケイホールブリーゼ / 2021年3月26日 - 28日、東京・日本青年館ホール） - 主演 小野田坂道
- 同棲生活（2022年7月16日 - 24日、新國立劇場 小劇場） - 飾 小窪サトル [45]

### 時裝秀
- 東京女孩展演 2020 SPRING/SUMMER（2020年2月29日、國立代代木競技場第一體育館）
- 超十代2020 Digital（2020年3月24日、幕張メッセ国際展示場6・7ホール）[46]

### 活動
- 海のぽるフェス in STU48号（2019年11月2日、船上劇場STU48号船内・広島国際フェリーポート）[47]

### MV
- さとうもか 「愛はもう」（2022年3月9日）
- wacci 「恋だろ」（2022年4月28日）[48]

### 雜誌
- GLITTER 3月号（2019年2月7日、トランスメディア）
- Ray 4月号（2020年2月23日、主婦之友社）
- ポポロ 5月号（2020年3月21日、麻布台出版社）
- Popteen 6月号（2020年4月30日、角川春樹事務所）

## 外部連結
- 官方网站 - アローズエンタテインメント
- 曽田陵介的X（前Twitter）
- 曽田陵介的Instagram帳戶
- 曽田陵介的TikTok
- ryousuke-sota （页面存档备份，存于） - Ameba部落格
- Ryousuke Sota （页面存档备份，存于） - TMDb
- 曽田陵介 （页面存档备份，存于） - TVer